# 克勞蒂夫人
費爾南德·古魯戴特（法語：Fernande Grudet，1923年7月6日—2015年12月15日），綽號克勞蒂夫人（法語：Madame Claude），生於法國昂熱，著名老鴇。1960年代，她是法國應召女郎界的領頭羊，服務對象主要為政要與公務人員。

## 生平
1923年7月6日，克勞蒂夫人於法國昂熱出生，被修道院的修女收養。在第二次世界大戰期間，她擔任了德國佔領法國期間法國抵抗運動的探員；之後她經歷了其他工作，最後在1960年代於巴黎建立了她專屬的賣淫網絡。
當時，她經營一間位於巴黎第16區的昂貴妓院。她曾經說出以下名言：「人們總會為了這兩樣東西付錢：食物與性，但我不會烹飪任何食物。」她的恩客大多富有，不僅有政治人物，還包含了黑手黨的成員；而且她還是警方的線人，而受到高度保護。她的聯絡名錄包含了穆罕默德-禮薩·巴勒維、約翰·F·甘迺迪與飛雅特的時任老闆詹尼·阿涅利。
克勞蒂夫人的歷史啟發了許多作家。她的一生成為了電影《克勞蒂夫人》（1977年及2021年版）的基礎。2015年12月19日，克勞蒂夫人於尼斯過世。

## 傳記
- Madam, by Claude Grudet, ed. Michel Lafon (1994): history of Madame Claude by Madame Claude.
- Les filles de Madame Claude, by Elizabeth Antébi and Anne Florentin, Stock-Julliard (1974).

## 外部連結
- http://www.vanityfair.com/society/2014/09/madame-claude-paris-prostitution（页面存档备份，存于）─2014年《浮華世界》文章，作者威廉·史戴迪恩（英语：William Stadiem）。